# Albo d'oro del torneo dell'US Open juniores
Elenco dei vincitori dell'US Open di tennis, nelle categorie juniores. Le categorie juniores comprendono: singolare ragazzi, singolare ragazze e dal 1982 relativi tornei di doppio.

## Albo d'oro
Stefan Edberg, Lindsay Davenport, Andy Roddick e Andy Murray sono riusciti a vincere il titolo del singolare sia da juniores che da senior. La Davenport e i gemelli Bob e Mike Bryan sono gli unici ad essersi ripetuti nel torneo di doppio.
| Anno | Singolare                                        | Singolare                                        | Doppio                                           | Doppio                                           |
| Anno | Maschile                                         | Femminile                                        | Maschile                                         | Femminile                                        |
| ---- | ------------------------------------------------ | ------------------------------------------------ | ------------------------------------------------ | ------------------------------------------------ |
| 1973 | Billy Martin                                     |                                                  | Eventi non ancora esistenti                      | Eventi non ancora esistenti                      |
| 1974 | Billy Martin                                     | Ilana Kloss                                      | Eventi non ancora esistenti                      | Eventi non ancora esistenti                      |
| 1975 | Howard Schoenfield                               | Nataša Čmyreva                                   | Eventi non ancora esistenti                      | Eventi non ancora esistenti                      |
| 1976 | Ricardo Yzaga                                    | Marise Kruger                                    | Eventi non ancora esistenti                      | Eventi non ancora esistenti                      |
| 1977 | Van Winitsky                                     | Claudia Casabianca                               | Eventi non ancora esistenti                      | Eventi non ancora esistenti                      |
| 1978 | Per Hjertquist                                   | Linda Siegel                                     | Eventi non ancora esistenti                      | Eventi non ancora esistenti                      |
| 1979 | Scott Davis                                      | Alycia Moulton                                   | Eventi non ancora esistenti                      | Eventi non ancora esistenti                      |
| 1980 | Mike Falberg                                     | Susan Mascarin                                   | Eventi non ancora esistenti                      | Eventi non ancora esistenti                      |
| 1981 | Thomas Högstedt                                  | Zina Garrison                                    | Eventi non ancora esistenti                      | Eventi non ancora esistenti                      |
| 1982 | Pat Cash                                         | Beth Herr                                        | Jonathan Canter Michael Kures                    | Penny Barg Beth Herr                             |
| 1983 | Stefan Edberg                                    | Elizabeth Minter                                 | Mark Kratzmann Simon Youl                        | Ann Hulbert Bernadette Randall                   |
| 1984 | Mark Kratzmann                                   | Katerina Maleeva                                 | Leonardo Lavalle Mihnea Năstase                  | Mercedes Paz Gabriela Sabatini                   |
| 1985 | Tim Trigueiro                                    | Laura Garrone                                    | Joey Blake Darren Yates                          | Andrea Holíková Radomira Zrubáková               |
| 1986 | Javier Sánchez                                   | Elly Hakami                                      | Tomás Carbonell Javier Sánchez                   | Jana Novotná Radomira Zrubáková                  |
| 1987 | David Wheaton                                    | Nataša Zvereva                                   | Goran Ivanišević Diego Nargiso                   | Meredith McGrath Kimberly Po                     |
| 1988 | Nicolás Pereira                                  | Carrie Cunningham                                | Jonathan Stark Jonathan Yancey                   | Meredith McGrath Kimberly Po                     |
| 1989 | Jonathan Stark                                   | Jennifer Capriati                                | Wayne Ferreira Grant Stafford                    | Jennifer Capriati Meredith McGrath               |
| 1990 | Andrea Gaudenzi                                  | Magdalena Maleeva                                | Sébastien Leblanc Greg Rusedski                  | Kristin Godridge Nicole Pratt                    |
| 1991 | Leander Paes                                     | Karina Habšudová                                 | Karim Alami John-Laffnie de Jager                | Kristin Godridge Kirrily Sharpe                  |
| 1992 | Brian Dunn                                       | Lindsay Davenport                                | Jimmy Jackson Eric Taino                         | Lindsay Davenport Nicole London                  |
| 1993 | Marcelo Ríos                                     | Maria Francesca Bentivoglio                      | Neville Godwin Gareth Williams                   | Nicole London Julie Steven                       |
| 1994 | Sjeng Schalken                                   | Meilen Tu                                        | Ben Ellwood Nicolás Lapentti                     | Surina de Beer Chantal Reuter                    |
| 1995 | Nicolas Kiefer                                   | Tara Snyder                                      | Lee Jong-min Jocelyn Robichaud                   | Corina Morariu Ludmila Varmužová                 |
| 1996 | Daniel Elsner                                    | Mirjana Lučić                                    | Bob Bryan Mike Bryan                             | Surina de Beer Jessica Steck                     |
| 1997 | Arnaud Di Pasquale                               | Cara Black                                       | Nicolás Massú Fernando González                  | Marissa Irvin Alexandra Stevenson                |
| 1998 | David Nalbandian                                 | Jelena Dokić                                     | K.J. Hippensteel David Martin                    | Kim Clijsters Eva Dyrberg                        |
| 1999 | Jarkko Nieminen                                  | Lina Krasnoruckaja                               | Julien Benneteau Nicolas Mahut                   | Daniela Bedáňová Iroda Tuljaganova               |
| 2000 | Andy Roddick                                     | María Salerni                                    | Lee Childs James Nelson                          | Gisela Dulko María Salerni                       |
| 2001 | Gilles Müller                                    | Marion Bartoli                                   | Tomáš Berdych Stéphane Bohli                     | Galina Fokina Svetlana Kuznecova                 |
| 2002 | Richard Gasquet                                  | Marija Kirilenko                                 | Michel Koning Bas Van Der Valk                   | Elke Clijsters Kirsten Flipkens                  |
| 2003 | Jo-Wilfried Tsonga                               | Kirsten Flipkens                                 | Eventi cancellati a causa del maltempo           | Eventi cancellati a causa del maltempo           |
| 2004 | Andy Murray                                      | Michaëlla Krajicek                               | Brendan Evans Scott Oudsema                      | Marina Eraković Michaëlla Krajicek               |
| 2005 | Ryan Sweeting                                    | Viktoryja Azaranka                               | Alex Clayton Donald Young                        | Nikola Franková Alisa Klejbanova                 |
| 2006 | Dušan Lojda                                      | Anastasija Pavljučenkova                         | Jamie Hunt Nathaniel Schnugg                     | Mihaela Buzărnescu Ioana Olaru                   |
| 2007 | Ričardas Berankis                                | Kristína Kučová                                  | Jonathan Eysseric Jérôme Inzerillo               | Ksenija Milevskaja Urszula Radwańska             |
| 2008 | Grigor Dimitrov                                  | Coco Vandeweghe                                  | Niki Moser Cedrik-Marcel Stebe                   | Noppawan Lertcheewakarn Sandra Roma              |
| 2009 | Bernard Tomić                                    | Heather Watson                                   | Márton Fucsovics Cheng Peng Hsieh                | Valerija Solov'ëva Maryna Zanevs'ka              |
| 2010 | Jack Sock                                        | Dar'ja Gavrilova                                 | Duilio Beretta Roberto Quiroz                    | Tímea Babos Sloane Stephens                      |
| 2011 | Oliver Golding                                   | Grace Min                                        | Robin Kern Julian Lenz                           | Irina Chromačëva Demi Schuurs                    |
| 2012 | Filip Peliwo                                     | Samantha Crawford                                | Kyle Edmund Frederico Ferreira Silva             | Gabrielle Andrews Taylor Townsend                |
| 2013 | Borna Ćorić                                      | Ana Konjuh                                       | Kamil Majchrzak Martin Redlicki                  | Barbora Krejčíková Kateřina Siniaková            |
| 2014 | Omar Jasika                                      | Marie Bouzková                                   | Omar Jasika Naoki Nakagawa                       | İpek Soylu Jil Teichmann                         |
| 2015 | Taylor Fritz                                     | Dalma Gálfi                                      | Félix Auger-Aliassime Denis Shapovalov           | Viktória Kužmová Aleksandra Pospelova            |
| 2016 | Félix Auger-Aliassime                            | Kayla Day                                        | Juan Carlos Manuel Aguilar Felipe Meligeni Alves | Jada Myii Hart Ena Shibahara                     |
| 2017 | Wu Yibing                                        | Amanda Anisimova                                 | Hsu Yu-hsiou Wu Yibing                           | Olga Danilović Marta Kostjuk                     |
| 2018 | Thiago Seyboth Wild                              | Wang Xiyu                                        | Adrian Andreev Anton Matusevich                  | Cori Gauff Caty McNally                          |
| 2019 | Jonáš Forejtek                                   | Camila Osorio                                    | Eliot Spizzirri Tyler Zink                       | Kamilla Bartone Oksana Selechmet'eva             |
| 2020 | Non disputato a causa della pandemia da COVID-19 | Non disputato a causa della pandemia da COVID-19 | Non disputato a causa della pandemia da COVID-19 | Non disputato a causa della pandemia da COVID-19 |
| 2021 | Daniel Rincón                                    | Robin Montgomery                                 | Max Westphal Coleman Wong                        | Ashlyn Krueger Robin Montgomery                  |
| 2022 | Martín Landaluce                                 | Alex Eala                                        | Ozan Baris Nishesh Basavareddy                   | Lucie Havlíčková Diana Šnaider                   |
| 2023 | João Fonseca                                     | Katherine Hui                                    | Max Dahlin Oliver Ojakäär                        | Mara Gae Anastasija Gur'eva                      |
| 2024 | Rafael Jódar                                     | Mika Stojsavljevic                               | Maxim Mrva Rei Sakamoto                          | Malak El Allami Emily Sartz-Lunde                |